# Sclerocarya gillettii
Espèce
Statut de conservation UICN

 EN B1ab(i,ii,iii,iv,v)+2ab(i,ii,iii,iv,v) : En danger
Sclerocarya gillettii est une espèce de plantes de la famille des Anacardiaceae.

## Publication originale
- Kew Bulletin 34: 757. 1980.